# Imad Najah
Imad Najah (Utrecht, 19 de fevereiro de 1991) é um futebolista profissional marroquino, que atua como defensor.

## Carreira
Imad Najah fez parte do elenco da Seleção Marroquina de Futebol nas Olimpíadas de 2012.